# Portraits (álbum de Bury Tomorrow)
Portraits es el primer álbum de estudio de la banda británica de metalcore Bury Tomorrow. El álbum fue lanzado por primera vez en el Reino Unido a través de Basick Records el 12 de octubre de 2009. Fue producido por Weller Hill. 
Adam Jackson ha declarado que se llamó Portraits por dos razones: "En primer lugar, la canción principal se basa en la historia de Dorian Gray de Oscar Wilde, una advertencia sobre la belleza y la fragilidad de la vida. En segundo lugar, Portraits representa a una persona o personaje congelado. en el tiempo como fueron en un momento dado. Así es como vemos este álbum: es un reflejo de nuestros gustos, amores, odios, pérdidas y ganancias. Es un recuerdo en forma musical, el primer vistazo de la imagen que es Bury Tomorrow.".

## Lista de canciones
Todas las canciones escritas y compuestas por Bury Tomorrow. 
| N.º | Título                           | Duración |  |
| 1.  | «Confessions»                    | 5:11     |  |
| 2.  | «Evolution of Self»              | 3:34     |  |
| 3.  | «You & I»                        | 3:27     |  |
| 4.  | «Her Bones in the Sand»          | 4:12     |  |
| 5.  | «Repair the Lining»              | 2:53     |  |
| 6.  | «Casting Shapes»                 | 3:31     |  |
| 7.  | «Factory of Embers»              | 4:16     |  |
| 8.  | «Relief»                         | 2:42     |  |
| 9.  | «Anything with Teeth»            | 3:36     |  |
| 10. | «These Woods Aren't Safe for Us» | 4:53     |  |
| 11. | «Portraits»                      | 5:42     |  |
| 12. | «Waxed Wings»                    | 4:37     |  |
| 13. | «The Western Front»              | 3:47     |  |
| 14. | «Breathe on Glass»               | 3:37     |  |

## Personal
Bury Tomorrow
- Winter-Bates - Voz gutural
- Mehdi Vismara - guitarra principal
- Jason Cameron – guitarra rítmica, voz secundario
- Davyd Winter-Bates – bajo
- Adam Jackson - batería, percusión